# Liste der Bodendenkmäler in Bonstetten (Schwaben)
Auf dieser Seite sind die Bodendenkmäler in der schwäbischen Gemeinde Bonstetten zusammengestellt. Diese Tabelle ist eine Teilliste der Liste der Bodendenkmäler in Bayern. Grundlage ist die Bayerische Denkmalliste, die auf Basis des Bayerischen Denkmalschutzgesetzes vom 1. Oktober 1973 erstmals erstellt wurde und seither durch das Bayerische Landesamt für Denkmalpflege geführt wird. Die folgenden Angaben ersetzen nicht die rechtsverbindliche Auskunft der Denkmalschutzbehörde.

## Bodendenkmäler der Gemeinde Bonstetten

### Bodendenkmäler im Ortsteil Bonstetten
| Lage                                | Objekt | Akten-Nr.     | Bild           |
| ----------------------------------- | --- | ------------- | -------------- |
| Bonstetten (Standort)               | Erdwerk vor- und frühgeschichtlicher Zeitstellung.                                                                                       | D-7-7530-0034 |                |
| Bonstetten (Standort)               | Wall mittelalterlicher Zeitstellung. | D-7-7530-0035 |                |
| Bonstetten Kirchstraße 4 (Standort) | Pfarrkirche St. Stephan Mittelalterliche und frühneuzeitliche Befunde im Bereich der Katholischen Pfarrkirche St. Stephan in Bonstetten. | D-7-7530-0036 | weitere Bilder |
| Bonstetten (Standort)               | Siedlung der römischen Kaiserzeit. | D-7-7530-0038 |                |
| Bonstetten (Standort)               | Grabhügel vorgeschichtlicher Zeitstellung.                                                                                               | D-7-7530-0039 |                |